# Cercophana
Cercophana é um gênero de mariposa pertencente à família Saturniidae.

## Espécies
- Cercophana frauenfeldi Felder, 1862
- Cercophana venusta (Walker, 1856)